# Spargaloma semilineata
Spargaloma semilineata är en fjärilsart som beskrevs av Walker 1865. Spargaloma semilineata ingår i släktet Spargaloma och familjen nattflyn. Inga underarter finns listade i Catalogue of Life.